# Гидробиологический журнал
«Гидробиологический журнал» — науковий журнал Інституту гідробіології Національної академії наук України публікує оригінальні дослідження в усіх галузях гідробіології (за винятком суто прикладних). Журнал засновано в 1965 р.

## Проблематика журналу
Екологічний стан водойм. Загальна і санітарна гідробіологія. Рибогосподарська гідробіологія і іхтіологія. Аквакультура. Екологічна фізіологія і біохімія гідробіонтів. Гідропаразитологія. Водна мікробіологія, радіоекологія, токсикологія і гідрохімія. Гідрологія. Методи досліджень. Історія гідробіології.
Журнал перевидається англійською мовою під назвою «Hydrobiological Journal», Begell House, Inc. Pub., USA.
Адреса редакції:
Інститут гідробіології НАН України,
просп. Героїв Сталінграду, 12,
04210, Київ, Україна